# Megalostomis dimidiata
Megalostomis dimidiata är en skalbaggsart som beskrevs av Lacordaire 1848. Megalostomis dimidiata ingår i släktet Megalostomis och familjen bladbaggar. Utöver nominatformen finns också underarten M. d. dimidiata.